# Празници в Древен Рим
Празниците в Древен Рим са съпроводени от песни и танци. Музикантите, които свирят на даден музикален инструмент са обединени в колегии. С течение на времето инструментите и техниката на свирене се усъвършенстват. Произходът на римските празненства и зрелища (например цирковите представления и гладиаторските борби) е свързан с този на местните вярвания, култове и обреди.
Празниците се разделят на общодържавни и празници от по-нисък ранг; официални и семейни; селски и градски; празници на отделните божества и професии.
С течение на времето се изменят както самите празници, така и начинът по който се празнуват. Към традиционните елементи като молитви, шествия и жертвоприношения се добавят атракции – гладиаторски игри, надбягвания с колесници.
Също така в Рим се празнуват и редица празници, възприети от други народи, сред които някои от свързаните с древноегипетския пантеон, с култа към Кибела и Атис и древногръцките мистерии. На местно ниво в провинциите са позволени характерните за района празненства - например в Юдея се празнува Пасха.

## Януари
- 9 – Агоналии, в чест на бог Янус
- 10 и 15 – Карменталия, в чест на богинята-покровителка на ражданията Кармента
- 16 – Освещаване храма на Конкордия
- 24 – Паганалии
- 25 – Празник на посевите
- 30 – Освещаване Олтара на Мира (посветен на спокойствието във военно отношение)

## Февруари
- 13 – 21. Паренталии
- 17 -Квириналии, в чест на бог Марс- Квирин
- 17 – Луперкалии, в чест на бог Фавн
- 21 – Фералии, празник в чест на починалите
- 22 – Каристии
- 23 -Терминалии, празник на синорните (граничните) камъни в чест на бог Термин
- 27 – Еквирии, конни състезания в чест на бог Марс

## Март
- 1 – Агоналии, празник на Новата година в чест на бог Марс
- 14 – Мамуралии – празник на коването на щитове в чест на бог Марс
- 15 – празник на Ана Перена
- 17 – Либералии, празник на благославянето на дома от децата в чест на боговете Либер и Либера
- 19 – Големи Квинкватри – празник на военния танц (в чест на бог Марс)
- 22 – Тубилустрии – празник на освещаването на военните тръби (в чест на Марс)

## Април
- 15 – Фордицидии в чест на богинята Телура – Земята-хранителка
- 21 – Парилии, в чест на богинята на стадата Палерс
- 23 – Виналии, в чест на бога пазител на лозата Юпитер
- 25 – Робигалии, в чест на бог Роиг, враг на посевите
- 28 – Флоралии, в чест на Флора – богинята на цъфтяшите растения

## Май
- 1 – Празник на Майя
- 9,11,13 – Лемурии, празник на привиденията, в чест на духовете-лемури
- 14 – Ден на Аргейските жертвоприношения
- 21 – Агоналии, празник на злия Юпитер
- 23 – Тубилуструм – празник на освещаването на комините в чест на бог Вулкан
- В средата на май се организира празник на тържествената обиколка на полята в чест на Марс, Церера и Дея Дия (отъждествявана през XIX в. с Церера). Принасят се в жертва животни, но те трябва да са още малки, за разлика от официалните тържества, където се принасят големи, отгледани животни. В тържествата най-важна роля играят жреците.

## Юни
- 9 – Весталии, празник на домашното огнище, в чест на богиня Веста
- 11 – Матралии, празник в чест на богинята майка-родителка

## Юли
- 6 и 14. Празник на Фортуна
- 5. тържества в чест на Аполон
- 19 и 21 – Луарии, празник на дъбравите (в чест на бог Силван)
- 23 – Нептуналии, празник на моряците в чест на бог Нептун
- 25. Фуриналии

## Август
- 13 – Празник на Диана
- 19 – Портуналии, празник на пристанищата
- 19 – Виналии, селски празник на узряващото грозде
- 21 – Консуалии, празник на прибирането на реколтата, в чест на бог Конс
- 23 – Вулканалии, празник на занаятчиите, в чест на бог Вулкан
- 25 – Опикалии, празник на изобилието, в чест на бог Опс
- 27 – Волтурналии, празник в чест на бога на река Тибър

## Септември
Няма празници.

## Октомври
- 11 – Виналии, празник на новия гроздов сок, в чест на Юпитер
- 13 – Фонтиналии, празник на изворите
- 19 – Армилуструм, празник на освещаването на оръжието, в чест на Марс

## Ноември
Няма празници

## Декември
- 5 – Фавналии
- 10 – Агоналии
- 11 – Празник на Седмохълмието, в чест на основаването на града от Ромул и Рем
- 15 – Консуалии, празник на жътвата в чест на бога на жътвата Конс
- 17 – Сатурналии-празник на сеитбата, в чест на бог Сатурн
- 21 – Дивалии, празник на най-късия ден
- 23 – Ларенталии, празник на ларите, покровители на дома